# Nils Piwernetz
Nils Piwernetz (* 3. April 2000 in Nürnberg) ist ein deutscher Fußballspieler, der beim 1. FC Schweinfurt 05 unter Vertrag steht.

## Karriere

### Verein
Piwernetz begann mit dem Fußballspielen beim SV Schwaig. Im Sommer 2007 wechselte er in die Jugendabteilung des 1. FC Nürnberg. Für seinen Verein bestritt er 23 Spiele in der B-Junioren-Bundesliga und 33 Spiele in der A-Junioren-Bundesliga. Im Sommer 2019 in den Kader der 2. Mannschaft in der Regionalliga Bayern aufgenommen. Für seinen Verein kam er durch den Saisonabbruch in Folge der COVID-19-Pandemie auf insgesamt 21 Spiele und er erzielte dabei ein Tor.
Im Sommer 2021 wechselte er zum Drittligisten TSV Havelse. Dort kam er auch zu seinem ersten Einsatz im Profibereich, als er am 25. August 2021, dem 5. Spieltag, bei der 0:3-Heimniederlage gegen Türkgücü München in der 81. Spielminute für Niklas Teichgräber eingewechselt wurde. Insgesamt bestritt er in der Saison 2021/22 15 Drittligapartien, stieg jedoch mit der Mannschaft am Saisonende in die Regionalliga ab. Im Sommer 2022 wechselte er daraufhin zum bayerischen Regionalligisten TSV Aubstadt. Ein Jahr später schloss er sich dem Ligakonkurrenten 1. FC Schweinfurt 05 an.

### Nationalmannschaft
Piwernetz bestritt für die U18 des Deutschen Fußball-Bundes im Jahr 2017 insgesamt drei Länderspiele.

## Erfolge
- Meister der Regionalliga Bayern 2025 und Aufstieg in die 3. Liga (mit dem 1. FC Schweinfurt 05)